# Línguas semíticas etiópicas
As línguas semíticas etiópicas ou etíopes, também conhecidas simplesmente como línguas etiópicas ou línguas etíopes, formam um grupo linguístico que, juntamente com algumas línguas do sul da Península Arábica compõe o ramo ocidental das línguas semíticas meridionais. Atualmente o nome etiópico, referente à Etiópia, é tido como inadequado, pois algumas dessas línguas também são faladas na Eritreia, existindo mesmo algumas línguas desse grupo que são faladas unicamente nesse país; o termo, no entanto, era empregado muito antes da separação dos dois países.
- Setentrionais
  - Língua tigrinha
  - Língua tigré
  - Língua gueês
  - Língua dahlik -
- Meridionais
  - Transversais
    - Língua amárica
    - Língua argobba
    - Língua gafat
    - Língua harari
    - Línguas gurage orientais
      - Língua silt'e (Wolane, Ulbareg, Inneqor)
      - Língua zay

  - Outras
    - Língua oddo (Kistane)
    - Línguas gurage ocidentais
      - Língua inor (Ennemor, Endegen)
      - Língua mesmes
      - Língua mesqan
      - Língua sebat bet gurage (Chaha, Ezha, Gumer, Gura, Gyeto, Muher)